# Keta Municipal District
Koordinaten: 5° 56′ N, 0° 55′ O
Der Keta Municipal District ist einer der 18 Distrikte der Volta Region im Osten Ghanas. Der Distrikt hatte im Jahr 2021 78.862 Einwohner auf einer Gesamtfläche von 446 Quadratkilometern.

## Geographie
Der Distrikt liegt am Golf von Guinea und wird im Westen vom Anloga District, im Nordwesten vom South Tongu District, im Norden vom Akatsi South District und im Nordosten von den Distrikten Ketu North und Ketu South begrenzt. Den Hauptteil der Distriktfläche nimmt die Keta Lagune, die größte Lagune Ghanas, ein. Der Großteil der Distriktbevölkerung lebt auf der schmalen, kaum 1 km breiten, Nehrung zwischen der Keta Lagune und dem Atlantik. Mehr als 90 % des Distriktes liegen innerhalb des Ramsar-Gebietes Keta Lagoon Complex. Die Nationalstraße 1 von Accra nach Lome führt am nördlichen Rand des Distriktes entlang.